# Сурду, Димитриана
Димитриана Сурду (рум. Dimitriana Surdu; род. 12 апреля 1994, Кишинёв) — молдавская легкоатлетка, специалистка по толканию ядра. Выступает в составе национальной сборной Молдавии по лёгкой атлетике с 2014 года, серебряная призёрка Европейских игр в Баку, победительница и призёрка многих стартов международного значения, участница летних Олимпийских игр в Рио-де-Жанейро.

## Биография
Димитриана Сурду родилась 12 апреля 1994 года в Кишинёве, Молдавия.
Первого серьёзного успеха на международном уровне добилась в сезоне 2014 года, когда вошла в состав молдавской национальной сборной и побывала на чемпионате Балкан в Питешти, откуда привезла две награды бронзового достоинства, выигранные в метании диска и толкании ядра. Также в этом сезоне отметилась выступлением на командном чемпионате Европы в Брауншвейге, где в рамках третьей лиги тоже стала бронзовой призёркой в тех же дисциплинах.
В 2015 году выступила в метании диска и толкании ядра на молодёжном европейском первенстве в Таллине, но попасть здесь в число призёров не смогла. Помимо этого, участвовала в командном европейском первенстве в Чебоксарах, где в рамках третьей лиги стала серебряной призёркой в толкании ядра. Завоевала серебряную медаль на Европейских играх в Баку.
На чемпионате Балкан 2016 года вновь взяла бронзу в метании диска и толкании ядра. Толкала ядро на чемпионате Европы в Амстердаме, но в финал здесь не вышла. Выполнив олимпийский квалификационный норматив (17,75 метра), удостоилась права защищать честь страны на летних Олимпийских играх в Рио-де-Жанейро — в программе толкания ядра с результатом 15,25 метра не смогла преодолеть предварительный отборочный этап, расположившись в итоговом протоколе соревнований на предпоследней 35 строке.
После Олимпиады в Рио Сурду осталась в составе легкоатлетической команды Молдавии на ещё один олимпийский цикл и продолжила принимать участие в крупнейших международных соревнованиях. Так, в 2017 году в толкании ядра она одержала победу на чемпионате Балкан в Нови-Пазаре, выступила на зимнем чемпионате Европы в Белграде и на чемпионате мира в Лондоне, стартовала на Универсиаде в Тайбэе. На соревнованиях в Тирасполе установила свой личный рекорд в данной дисциплине — 18,83 метра.
В 2018 году стала серебряной призёркой на зимнем и летнем первенствах Балкан в Стамбуле и Стара-Загоре соответственно, побывала на зимнем мировом первенстве в Бирмингеме, на европейском первенстве в Берлине. Выиграла бронзовую медаль на Кубке Европы по метаниям в Лейрии.
На чемпионате Балкан 2019 года в помещении в Стамбуле вновь получила серебро, тогда как на аналогичных соревнованиях на открытом стадионе в Правеце завоевала золото. Помимо этого, стала девятой на чемпионате Европы в помещении в Глазго, пятой на Универсиаде в Неаполе, двенадцатой на чемпионате мира в Дохе, выиграла серебряную медаль на Кубке Европы в Шаморине.
Показывая результаты выше олимпийского норматива, благополучно прошла отбор на Олимпийские игры 2020 года в Токио.